# Bellanca YO-50
Le Bellanca YO-60 était un prototype d'avion d'observation américain, construit pour l'US Army en 1940.

## Historique
Trois exemplaires furent commandés pour être évalués face aux Stinson YO-49 et Ryan YO-51 Dragonfly. Ces trois exemplaires, portant les numéros de série 42-741 à 42-743, furent construits et effectuèrent leur premier vol en 1940, le premier exemplaire étant reçu par l'US Army Air Corps le 1er juin 1941.
L'avion de Stinson remporta le contrat de 1,5 million de dollars, et aucun autre YO-50 ne fut construit.

## Caractéristiques
Typique pour un avion de son genre, il s'agissait d'un monoplan à aile haute dotée de supports et de becs et volets sur toute son envergure, avec un train d'atterrissage conventionnel fixe et une cabine dotée d'une importante surface vitrée. Son moteur V12 Ranger V-770-1 à cylindres inversés le faisait beaucoup ressembler à son équivalent allemand de la même période, le Fieseler Fi 156 Storch. Comme ce dernier, il disposait de capacités de décollage court.